# Sistem optic acromatic

Dublet acromatic

Sistemul optic acromatic are ca principal obiectiv eliminarea aberației sferice și aberației cromatice.
Aceasta se realizează prin asamblarea a două lentile din tipuri de sticlă diferite și care dispersează lumina în mod diferit.
În cazul lentilelor subțiri, cea mai cunoscută soluție este cea obținută cu o lentilă convergentă din crown cu una divergentă din flint.
La a acromatizarea lentilelor groase, este necesară nu numai coincidența focarelor pentru cele două radiații standard (cea roșie și cea violetă) , ci și a planelor principale.
Sistemele optice acromatizate pentru trei radiații ale spectrului vizibil (roșu, galben și albastru-violet) se numesc apocromate.